# Rushall, West Midlands
Rushall är en ort i distriktet Walsall, i grevskapet West Midlands, i England. Rushall var en civil parish fram till 1966 när blev den en del av Aldridge Brownhills och Cannock. Denna civil parish hade 4 794 invånare år 1951. Byn nämndes i Domedagsboken (Domesday Book) år 1086, och kallades då Rischale.